# トゥカ&バーティー
『トゥカ＆バーティー』（原題：Tuca & Bertie）は、2019年5月3日にNetflixで配信が開始された、漫画家リサ・ハナウォルトが制作したアメリカの大人向けコメディーアニメ。本国アメリカにて第1シーズンは好評を博し、複数の出版社から2019年のベストショーの1つに挙げられた。この番組の中心人物は擬人化した2羽の女性の鳥（オオハシのトゥカとウタツグミのバーティー）である。エピソードは主に、2人の互いとの関係や仲間との関係に焦点を当てている。
2019年7月にNetflixは新たなシーズンの制作を中止したが2020年5月に、カートゥーンネットワークの夜間放送枠アダルトスイムは、第2シーズンの制作を注文したと発表し、2021年6月13日にアメリカにて初放送され 2021年8月には、第3シーズンの制作が発表された（日本では第1シーズンのみNetflixにて公開されている）。

## 登場人物

### メイン
トゥカ（Tuca）
声 - ニケライ・ファラナーゼ 　/ （英）ティファニー・ハディッシュ
本作の主人公の1人。30歳の自由奔放なオオハシ。バーティーの親友で同じアパートに住んでいる。
バーティー（Bertie）
声 - 米本早希　/ （英）アリ・ウォン
本作の主人公の1人。30歳の自分に自信が持てないウタツグミ。トゥカの親友で同じアパートに住んでいる。
スペックル（Speckle）
声 - 清水裕亮　/ （英）スティーヴン・ユァン
バーティーの交際相手。職業は建築家。バーティーと同棲をしている。